# Морган, Эдвин (поэт)
Эдвин Джорж Морган (англ. Edwin George Morgan ; 27 апреля 1920 — 17 августа 2010) — шотландский поэт, переводчик, эссеист и литературный критик, представитель шотландского Возрождения в английской литературе. Член Королевского общества Эдинбурга.

## Биография
Родился в консервативной пресвитерианской семье. Убедив своих родителей финансово помочь ему, был членом нескольких книжных клубов Глазго.
С 1937 года изучал французскую и русскую филологию в университете Глазго, одновременно самостоятельно ещё — итальянский и немецкий языки.
После начала Второй мировой войны, прервал обучение и отправился добровольцем на фронт. Служил в составе медицинского корпуса королевской армии в Египте, Ливане и Палестине.
В 1947 году окончил университет и был оставлен работать в нём преподавателем. Вышел на пенсию в 1980 году.
Гомосексуалист. С 1963 года жил с Джоном Скоттом, до его смерти в 1978 году.
Умер 17 августа 2010 года от пневмонии в Глазго в возрасте 90 лет.

## Творчество
Эдвин Морган — шотландский поэт, автор поэзии широкого диапазона форм и стилей, от сонета и белых стихов до фигурных стихов.
Как поэт дебютировал в 1936 году.
В конце своей жизни поэт обрёл новую аудиторию после сотрудничества с шотландской группой «Idlewild» — специально для заключительной песни их нового альбома он написал стихи. В 2007 году Морган написал два стихотворения — «Хорошие годы» и «Вес года» — для сборника баллад шотландских авторов.
Переводил многие произведения с русского, венгерского, французского, итальянского, испанского, португальского, немецкого и латинского языков. В 1952 перевёл «Беовульфа» со староанглийского языка.
Этот перевод до сих пор считается эталоном.

## Избранные произведения
- Flower of evil,1943
- The vision of Cathkin Braes, and other poems, 1952
- Beowulf, 1967
- Futura-Emergent Poems, 1967
- Gnomes, 1968
- The second life. Poems, 1968
- New English dramatists 14, 1970
- Glasgow sonnets, 1972
- Instamatic poems, 1972
- From Glasgow to Saturn, 1973
- Hugh MacDiarmid, 1976
- August Platen. Selected Poems, 1978
- Twentieth century Scottish classics, 1987
- Nothing not giving messages, 1990

## Награды
- 1972 — PEN Memorial Medal (Венгрия)
- 1982 — Офицерский Орден Британской империи
- 1983 — Saltire Society Literary Awards
- 1985 — премия Сороса за переводы (Soros Translation Award)
- 2000 — Королевская золотая медаль за поэтические достижения
- 2007 — Премия Т. С. Элиота (Shortlist) и другие.